# 마시스 (모잠비크)

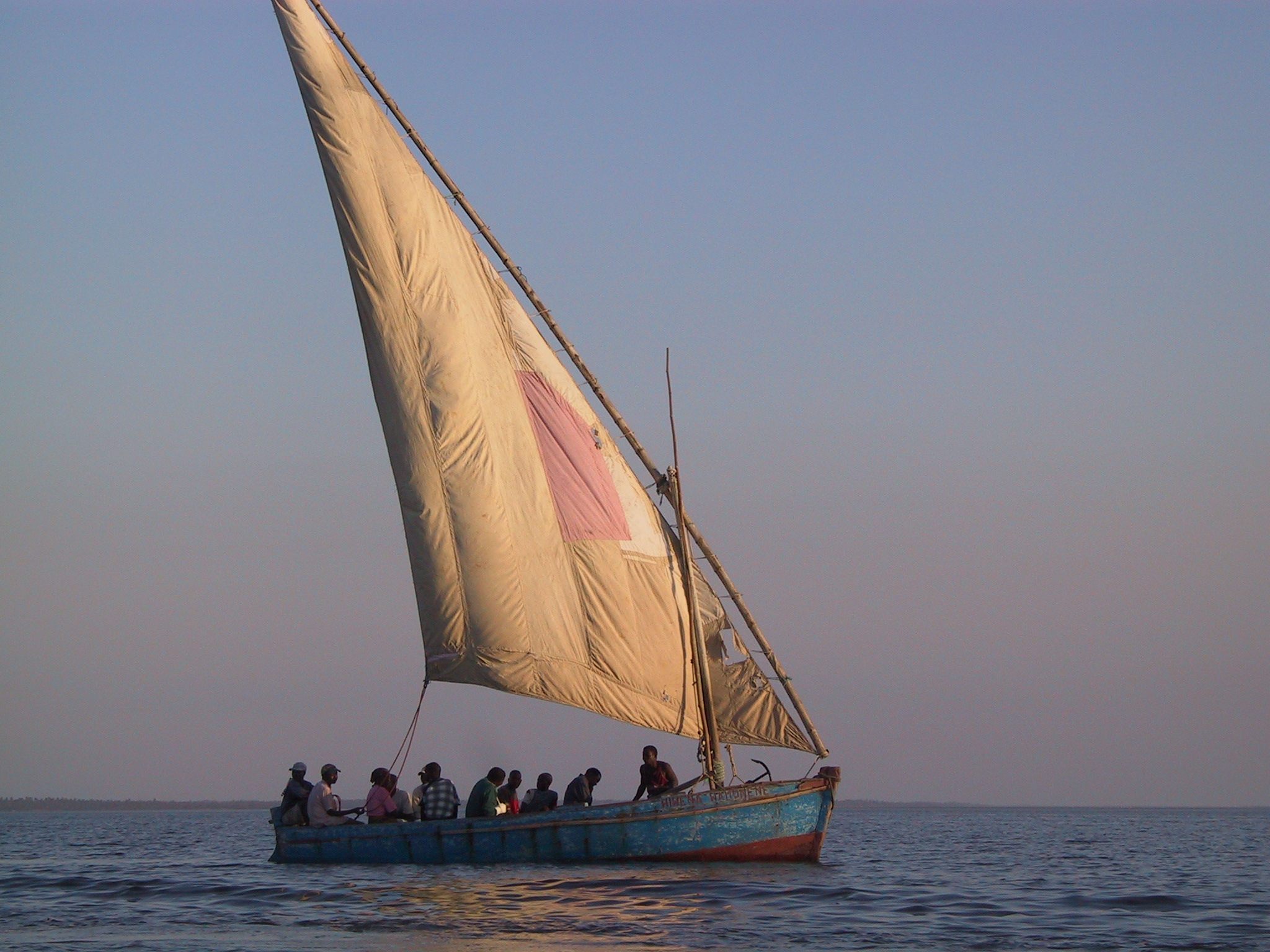

마시스(Maxixe)는 모잠비크 이냠바느주에 위치한 도시로, 인구는 105,895명(2008년 기준)이며 모잠비크 해협과 접한다.